# Константиновка (Одесская область)
Константиновка (укр. Костянтинівка) — село, относится к Саратскому району Одесской области Украины.
Население по переписи 2001 года составляло 220 человек. Почтовый индекс — 68261. Телефонный код — 4848. Занимает площадь 0,62 км². Код КОАТУУ — 5124581702.

## Местный совет
68261, Одесская обл., Саратский р-н, с. Кулевча, ул. Ленина, 47